# Wilhelm Wöller
Wilhelm Wöller (* 20. Juli 1907 in Gummersbach, Rheinprovinz; † 10. Dezember 1954 in New York, USA) war ein deutscher expressionistischer Maler.

## Leben

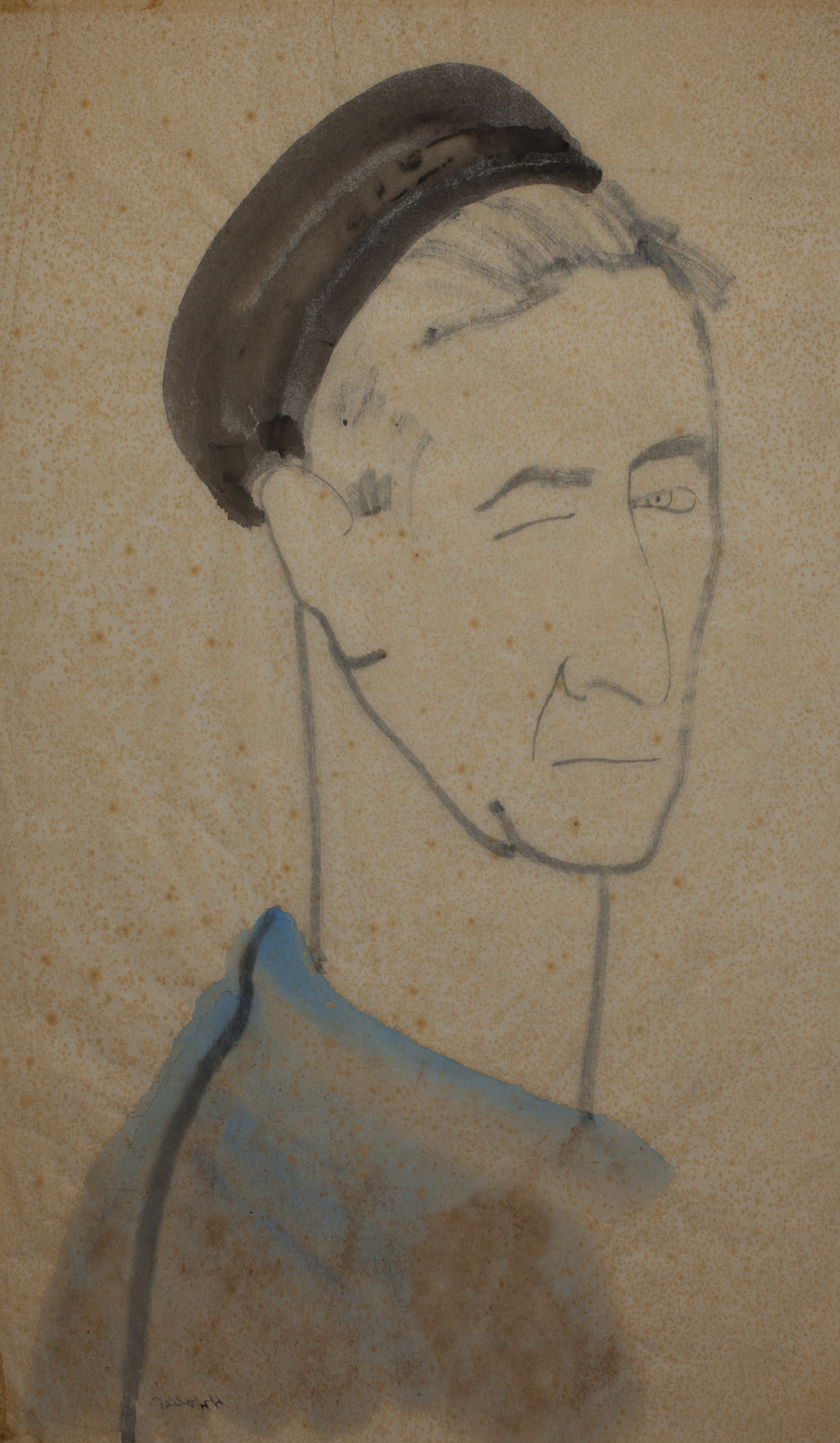
Selbstporträt von Wilhelm Wöller, angefertigt in Brasilien

Wöller wurde als jüngster von vier Söhnen in Gummersbach geboren. 1912 zog die Familie nach Lage. 1923 studierte er Kunst an der Handwerker- und Kunstgewerbeschule Bielefeld. In den 1920er-Jahren studierte er an der Kunstakademie in Dresden und kam in Kontakt mit den Mitgliedern der Künstlervereinigung Brücke. 1931 wurde seine Tochter Christa, 1932 sein Sohn Friedemann geboren. 1932 studierte er an der Kunstakademie in Berlin. 1933 bis 1935 folgten Sommeraufenthalte in Rowe, wo er gemeinsam u. a. mit Willy Jaeckel und Max Pechstein malte.
1936 stellte er Arbeiten in der Ferdinand-Möller-Galerie in Berlin aus, die kurz nach Eröffnung durch die Gestapo geschlossen wurde. Das nationalsozialistische Regime in Deutschland stufte Wöller als „entarteten Künstler“ ein und erteilte ihm ein Ausstellungsverbot. 1938 reiste Wöller nach Litauen. Er emigrierte 1939 nach Brasilien. Er hielt sich zuerst in Teresópolis auf und ab 1942 in Rio de Janeiro. Wöller schuf in dieser Zeit seine „Visionen des Krieges“ und expressionistische von Bilder von Brasilien. Er fühlte sich in Brasilien allerdings nie heimisch. Im Jahr 1945 wurde sein Bild Namoro Sentimental in der Gruppenausstellung Exposição de Arte Condenada pelo III Reich in der Galeria Askanasy in Rio de Janeiro von drei der Nazi-Ideologie angehörigen Studenten beschädigt. Von 1946 bis 1947 arbeitete er als Art Director einer Filmgesellschaft und reiste entlang des Amazonas. Im Jahr 1948 fand unter der Schirmherrschaft des Ministeriums für Bildung und Gesundheit in Rio de Janeiro die Einzelausstellung Rio Abstrato mit 44 Aquarellen von Wöller statt.
1949 siedelte er nach New York City über, wo er einige Zeit als Bühnenbildner für CBS tätig war. In den USA lernte er Dorothy Redden kennen, heiratete zum dritten Mal und durchlief eine mystische Phase, in der er mehrmals den gekreuzigten Christus malte. 1954 besuchte Wöller für sechs Monate Deutschland, um dort eine Ausstellung vorzubereiten. Dazu kam es aber nicht mehr, er starb Ende 1954 an einem Herzinfarkt in New York City. Wöller gilt als ein fast vergessener Anhänger der Künstlergruppe Die Brücke.
Das Grab von Wilhelm Wöller befindet sich im Cutchogue Cemetery auf Long Island in New York.

## Ausstellungen (Auswahl)

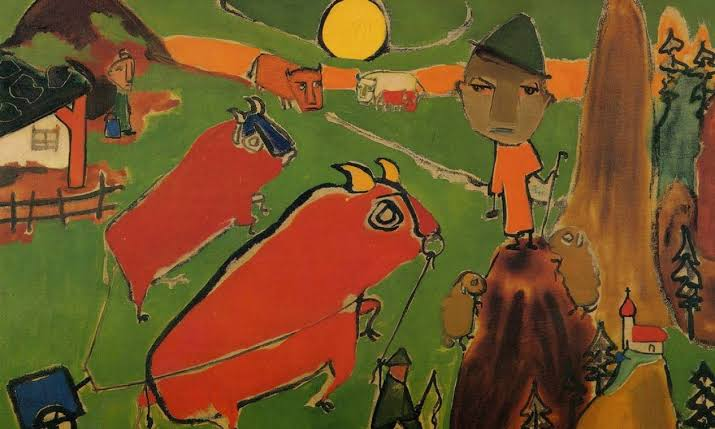
Rinder

- 1936 Ferdinand-Möller-Galerie, Berlin[7]
- 1937 Westfalens Beitrag zur Deutschen Kunst der Gegenwart, Haus Rothenburg Münster, veranstaltet vom Landesmuseum Münster[8]
- 1945 Exposição de Arte Condenada pelo III Reich, Galeria Askanasy, Rio de Janeiro.[9][5] Gruppenausstellung u. a. mit Werken von Max Beckmann, Lovis Corinth, Otto Dix, Wassily Kandinsky, Ernst Ludwig Kirchner und Oskar Kokoschka.[10][5]
- 1948 Rio Abstrato, Ministerium für Bildung und Gesundheit, Rio de Janeiro[5]
- 1956 Wilhelm Woeller, Greer Gallery, New York City[11]
- 1964 Wilhelm Woeller – Expressionist oils & watercolors, Greer Gallery, New York City, 9. November – 5. Dezember[12]
- 1981 Wilhelm Woeller, Museu de Arte de São Paulo, São Paulo[5][13]
- 1986 Tempos de Guerra: Pensão Mauá, Galeria de Arte BANERJ, Rio de Janeiro[14]
- 1992 Vier Jahrhunderte Kunst in Brasilien, Centro Cultural Banco do Brasil, Rio de Janeiro
- 2000 Kunst in Rio de Janeiro von 1905 bis 1960, Paço Imperial, Rio de Janeiro
- 2002 Menschenbilder: 111 Werke aus Bochumer Privatbesitz, Museum Bochum
- 2014 Wilhelm Wöller, um expressionista no Rio, Casa Stefan Zweig, Midrush Centro Cultural, Rio de Janeiro[5][15]